# Hahm Eun-jung
Hahm Eun-jung (hangul: 함은정; hanja: 咸恩靜; rr: Ham Eun-jeong; MR: Ham Ŭn-chŏng; nascida em 12 de dezembro de 1988), mais frequentemente creditada apenas como Eunjung (hangul: 은정), ou por seu nome artístico Elsie (hangul: 엘시), é uma cantora e atriz sul-coreana. É mais popularmente conhecida por ser integrante do grupo feminino T-ara. 

## Discografia

### Extended plays (EPs)
| I'm Good / Good Bye                                                                   | - Lançamento: 09 de maio de 2015 - Relançamento: 14 de outubro de 2015 - Gravadora: MBK Entertainment, LOEN Entertainment - Formatos: CD, digital download | 6 / 9 | - KOR: 6.517+ / - KOR: 2.552+ |
| "—" denota lançamentos que não apareceram nos charts ou não foram lançadas na região. | |       |                               |

### Singles
| Ano                                                                                   | Título       | Posições nas Paradas | Vendas              | Álbum        |
| Ano                                                                                   | Título       | KOR Gaon Chart       | Vendas              | Álbum        |
| ------------------------------------------------------------------------------------- | ------------ | -------------------- | ------------------- | ------------ |
| 2013                                                                                  | "Two As One" | 12                   | - KOR (DL): 145.345 | Bunny Style! |
| 2015                                                                                  | "I'm Good"   | 6                    | - KOR (DL): 41.346  | I'm Good     |
| 2015                                                                                  | "Good Bye"   | 1                    | - KOR (DL):         | Good Bye     |
| "—" denota lançamentos que não apareceram nos charts ou não foram lançadas na região. |              |                      |                     |              |

### Singles em Chinês
| Ano                                                                                   | Título                       | Posições nas Paradas | Vendas             | Álbum    |
| Ano                                                                                   | Título                       | CHI                  | Vendas             | Álbum    |
| ------------------------------------------------------------------------------------- | ---------------------------- | -------------------- | ------------------ | -------- |
| 2015                                                                                  | "I'm Good (Chinese Version)" | 16                   | - CHI (DL): 41,346 | Good Bye |
| 2015                                                                                  | "Good Bye (Chinese Version)" |                      | - CHI (DL):        | Good Bye |
| "—" denota lançamentos que não apareceram nos charts ou não foram lançadas na região. |                              |                      |                    |          |

### Trilhas sonoras
| Ano  | Título           | Canção           | Duração |
| ---- | ---------------- | ---------------- | ------- |
| 2010 | SBS Coffee House | Coffee House OST | 2:57    |

### Outras obras
| Ano  | Título                | Canção                                | Duração | Artista                                                                       |
| ---- | --------------------- | ------------------------------------- | ------- | ----------------------------------------------------------------------------- |
| 2008 | Colour Pink           | "Blue Moon"                           | 3:32    | Participação. Canção de SeeYa, Davichi e Black Pearl                          |
| 2009 | N-Time (Single)       | "N-Time"                              | 2:56    | Participação. Canção de Hwang Jung Eum                                        |
| 2010 | Wonder Woman (Single) | "Wonder Woman"                        | 3:38    | Com Hyomin, SeeYa e Davichi                                                   |
| 2011 | Crazy4s               | "Crazy4s"                             | 1:51    | Música gravada para um comercial da "Spris" com Kim Soo-hyun                  |
| 2013 | Bunny Style!          | "Dangerous Love"                      | 3:40    | Com Jiyeon e Hyomin                                                           |
| 2015 | White Snow            | "Don't Forget Me (나를 잊지 말아요) " | 3:58    | Com Soyeon, Song Minkyung, Cho Seunghee, Shin Jong-kook(SPEED), Sejoon e KI-O |

## Filmografia

### Dramas de televisão
| Ano  | Título                          | Papel                 | Rede      |
| ---- | ------------------------------- | --------------------- | --------- |
| 1995 | A New Generation of Adults      | Jessica               | KBS       |
| 2004 | Little Women                    | Hyun Deuk (jovem)     | SBS       |
| 2004 | Age of Heroes                   | Layla                 | MBC       |
| 2004 | Toji, the Land                  | Bong Soon (jovem)     | SBS       |
| 2005 | Lovers in Prague                | participação especial | SBS       |
| 2005 | Cute or Crazy                   | participação especial | SBS       |
| 2005 | Hello, My Teacher               | participação especial | SBS       |
| 2006 | Princess Hours                  | participação especial | MBC       |
| 2006 | My Love                         | participação especial | SBS       |
| 2010 | Master of Study                 | participação especial | KBS2      |
| 2010 | Coffee House                    | Kang Seung Yeon       | SBS       |
| 2011 | Dream High                      | Yoon Baek Hee         | KBS2      |
| 2011 | King Geunchogo                  | Jin Ah Yi             | KBS       |
| 2012 | Queen Insoo                     | Insoo (jovem)         | JTBC      |
| 2014 | Endless Love                    | Tae Cho Ae            | SBS       |
| 2015 | Love on a Rooftop               | Min Chae-won          | KBS2      |
| 2015 | Sweet Temptation (Only For You) | Eun Jin               | Web-drama |

### Séries de televisão
| Ano           | Título             | Papel     | Notas            |
| ------------- | ------------------ | --------- | ---------------- |
| 2011–presente | MBC We Got Married | Ela mesma | Com Lee Jang Woo |

### Cinema
| Ano  | Título                         | Papel                 |
| ---- | ------------------------------ | --------------------- |
| 1999 | A-rong's Big Expedition        | Song-i                |
| 2002 | Dodge Go! Go!                  | Min Sang Mi           |
| 2002 | Madeleine                      | Song Hye (jovem)      |
| 2005 | The Beast and the Beauty       | Hae Mi                |
| 2006 | Ice Bar                        | Mi Sook               |
| 2006 | World of Silence               | Min Hee               |
| 2008 | Death Bell                     | Kim Ji Won            |
| 2011 | White: The Melody of the Curse | Eun Joo               |
| 2011 | Gisaeng Ryung                  | Participação Especial |
| 2016 | Micro Love                     | Kim Min Jee           |

### Aparições em vídeos musicais
| Ano  | Título da canção                              | Artista                   | Papel                    |
| ---- | --------------------------------------------- | ------------------------- | ------------------------ |
| 2007 | "Hate"                                        | SeeYa                     | Ela mesma                |
| 2007 | "Gashiri"                                     | SG Wannabe, KCM           | Ela mesma                |
| 2007 | "Thunder + Only One Person"                   | F.T. Island               | Ela mesma                |
| 2007 | "A Man's First Love Follows Him to the Grave" | F.T. Island               | Ela mesma                |
| 2010 | "Time, Please Stop"                           | Davichi                   | Ela mesma                |
| 2010 | "Page One"                                    | SG Wannabe & Ock Joo-hyun | Ela mesma                |
| 2010 | "I Want to Know Goodbye"                      | Hwang Ji Hyun             | Ela mesma                |
| 2010 | "Bbiribbom Bberibbom"                         | Coed School               | Ela mesma                |
| 2011 | "The Way I Am"                                | ZiA                       | Ela mesma e Lee Jang Woo |
| 2012 | "I Know (알아요)"                             | Yangpa                    | Ela mesma                |
| 2015 | "Don't Forget Me ( 나를 잊지 말아요)"         | TS (MBK unit)             | Ela mesma                |
| 2015 | "Missing You (이별이란 나라)"                 | Koh Na Young              | EunJin                   |
| 2015 | "My Destiny (가슴에 내린다)"                  | ISU(MC the Max)           | EunJin                   |